# Amina Saoud
Amina Saoud (ur. 18 lipca 1993) – algierska siatkarka, reprezentantka kraju grająca jako rozgrywająca. Obecnie występuje w drużynie ASW Béjaïa.